# Ходить со звездой

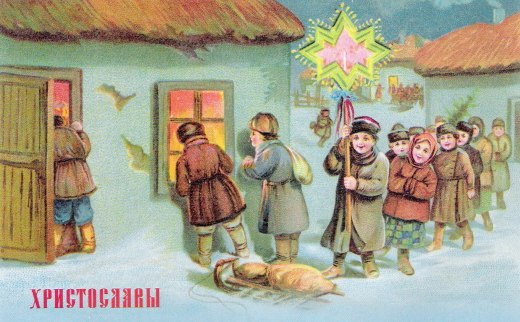
«Христославы». Российская дореволюцинная открытка

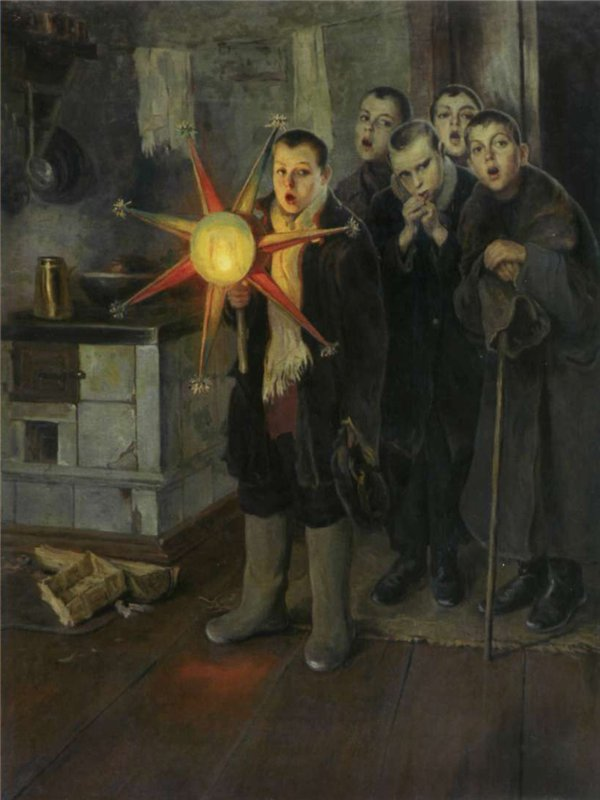
Н. К. Пимоненко. «Колядки». Вторая половина 1880-х гг.

Ходить со звездой (славления Христа, сев.-рус. христославить, со звездой ходить, Рождество петь, юж.-рус. славить Христа, ходить рождествовать, пол. chodzenie z gwiazdą, chodzić ро gwiazdówce, полес. хадзіць са зьвяздой, русин. церковна коляда англ. Walking with Christmas star, Walking with Epiphany star) — святочный обходной обряд, приуроченный к Рождеству Христову или к Крещению с исполнением колядок на христианские темы. Исполнителями обряда могли быть дети, неженатая молодёжь, иногда взрослые мужчины, а также церковный причт.

## Русские традиции
На Русском Севере колядование «со звездой» называлось христославить, со звездой ходить, Рождество петь. Участники обряда (мальчики-подростки или певчие церковного хора в сопровождении дьячка, иногда священника) носили макет «звезды», которая могла именоваться колядой. Перед входом в дом они спрашивали: «Нельзя ли, любезные хозяин с хозяюшкой, у вас со звездой Христа прославить?»; получив разрешение, входили в дом, вставали перед образами и пели тропарь «Рождество твое, Христе, Боже наш» и другие церковные песнопения. В южнорусских областях о мальчиках-колядниках, носивших «звезду», говорили, что они ходят славить Христа или ходят рождествовать. Наряду с обычной, сделанной из сита пяти-шестиконечной «звездой», христославщики носили надетую на палку выдолбленную тыкву, в которой делали вырезы и вставляли горящую свечу; эту тыкву называли звезда (краснодар.).
В Сибири популярно было изображение в центре звезды корабля, на котором стоял Илья Муромец. В этом случае пели песню о том, как Илья Муромец с богатырями на Соколе-корабле побеждают «турецкую силу» (противника).

## Польские традиции
Особой популярностью пользовались обходы «звездарей» в Польше (см. Рождество в Польше). Обычно в ритуале chodzenia z gwiazdą принимали участие 3—5 мальчиков, которые заранее готовили макет «звезды», используя обод старого сита: они обклеивали его цветной бумагой, приделывали вокруг «лучи» (от 5 до 16 и даже до 24 остроконечных «рожков», иногда размещённых в два яруса), надевали на длинную палку, укрепляли основу в неподвижной части оси, а рукой вращали шест со «звездой» так, что она поворачивалась в разные стороны. В Польском Поморье ношение «звезды» было настолько типичным обрядом, что вообще всех ряженых и участников святочных обходов, даже если они ходили колядовать без «звезды», называли gwiazdri, gwiazdory, gwiazdkarzy (ср. пол. gwiazdarz — звездослов, астролог). Там это были довольно многочисленные группы (от 6 до 16 человек) молодых людей, как правило, ряженых.
О самом обычае колядовать говорили: chodzić ро gwiazdówce. Те, что носили «звезду», рядились обычно «дедами»: надевали вывороченный кожух, остроконечный колпак, лицо закрывали маской или мазали сажей, приделывали длинную бороду изо льна, ноги обкручивали соломенными жгутами. Их сопровождали другие ряженые — «аист», «коза», «медведь», «трубочист» и т. п. В редких случаях «звездами» рядились женщины, их называли gwiazdkami (то есть «звёздочками») или «piękne złociste panie» (прекрасные золотистые панны). Кашубы ожидали посещения «звездарей» сразу после рождественского ужина. Когда предводитель gwiazdki входил в дом, хозяева спрашивали его: «А откуда же прибыла эта звезда, издалека ли?», на что вошедший отвечал: «с неба» или «с луны».
В некоторых местах со звездой ходили во время Адвента. Так, в районах Вармии и Мазур с первой адвентной недели группы молодёжи обходили со звездой дома, при этом участники рядились дедом, бабой, козой, аистом. В польском Поморье составлялись группы до 10—12 масок — деда, трубочиста, медведя, козы, коня и др. Наиболее популярной маской у кашубов был адвентный гороховый медведь — ряженый, закутанный в гороховую солому. В Словении по воскресеньям группы парней, украшенные специальными адвентными венками с укрепленными на них горящими свечами, выстраивались в костеле перед алтарём на время богослужения. Затем эти адвентные отроки ходили от дома к дому, исполняя колядки — приветственные орации и постовые песни (см. Колядование). Считалось, что дом, в который они не заглянули, ожидает несчастье и неблагополучие. Хозяева одаривали их специально испеченным адвентным хлебом. Устойчивой была также традиция обходов ряженых, изображавших Люцию, Варвару, Николая в дни этих святых.
В некоторых зонах рождественские обходы ряженых со звездой, с «козой», с «аистом» и т. п. начинались с Андреева дня (Лужица, Вармия, Мазуры, Полесье).

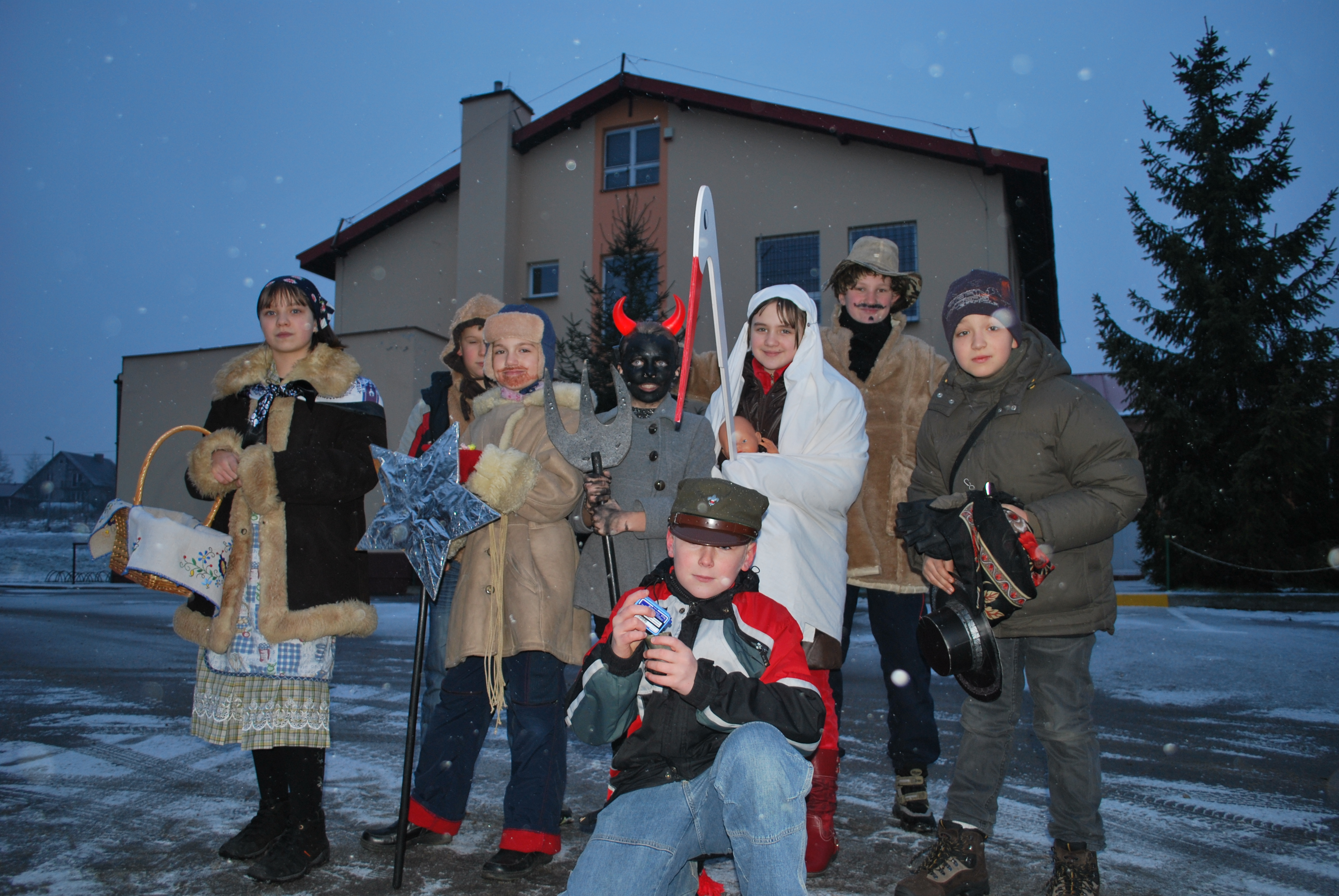
Кашубские колядовщики-звездари. Рождество, 2009
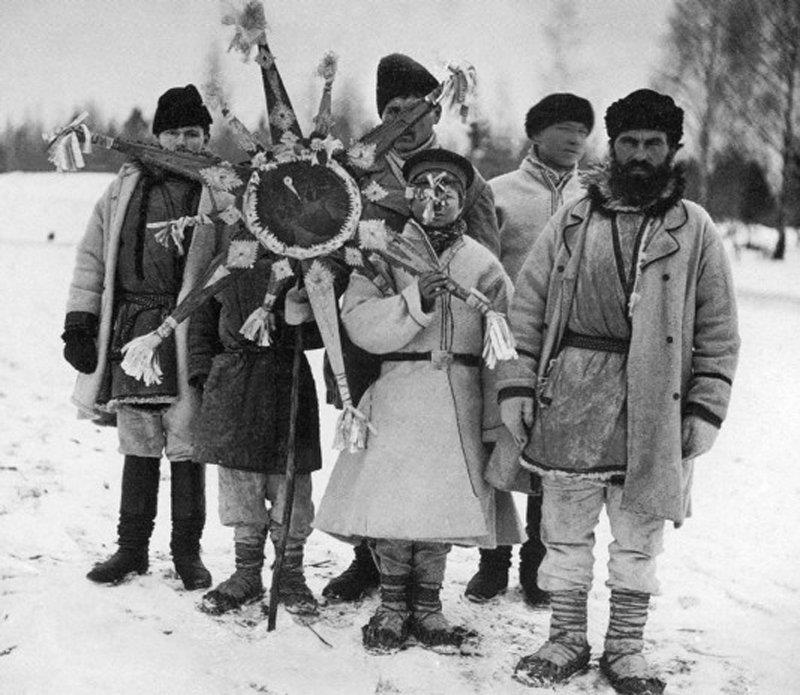
Калядовщики Могилёвской губернии. Рождество 1903 г.
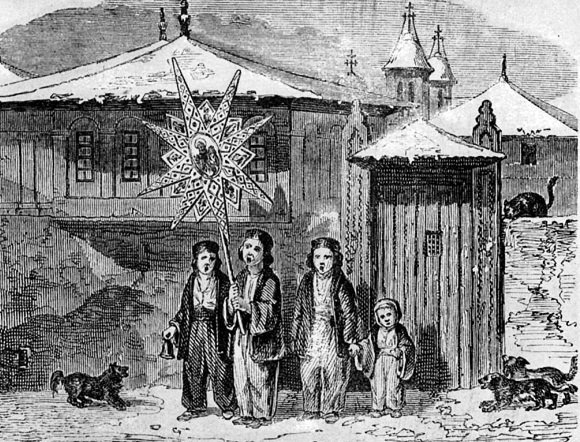
Звезда с иконой, Бухарест, 1842 г.
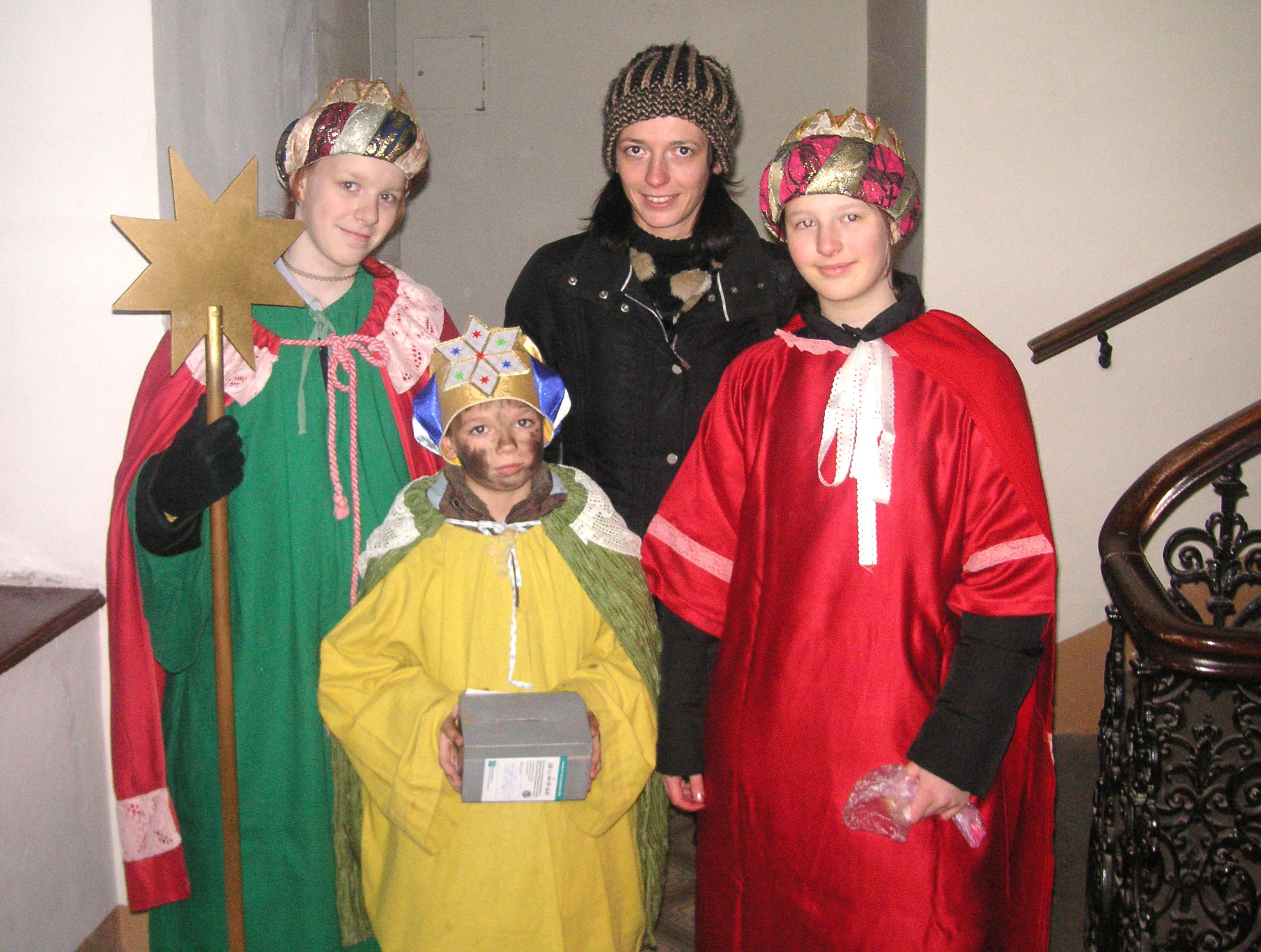
Звездари в Вене. Богоявление, Австрия, 2008 г.
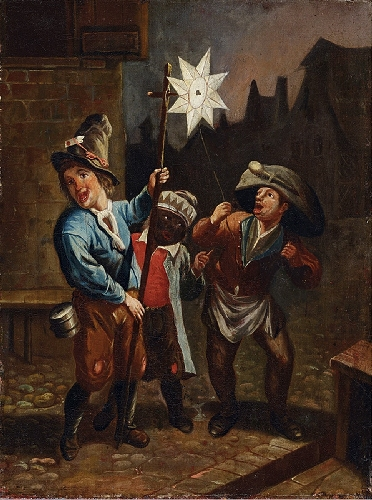
Немецкие «Три короля». Богоявление, XVII век
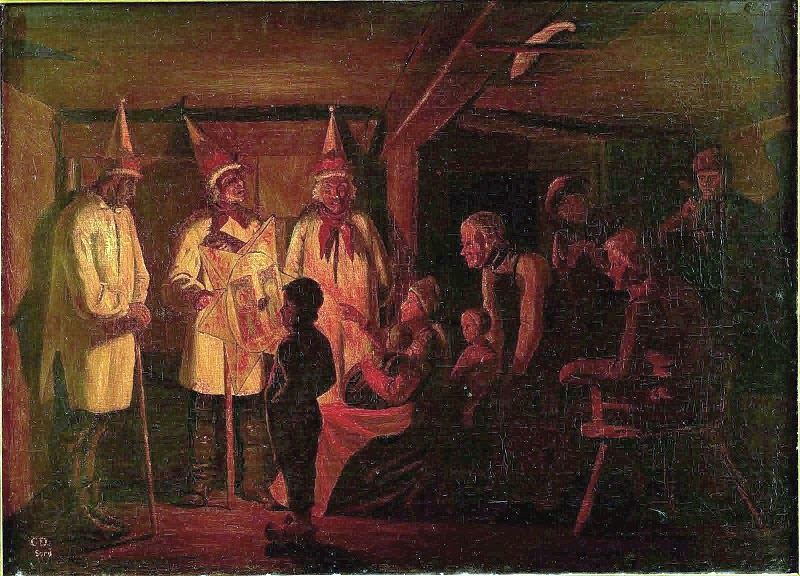
«Три волхва». Богоявление, Дания, 1862

## Финские традиции

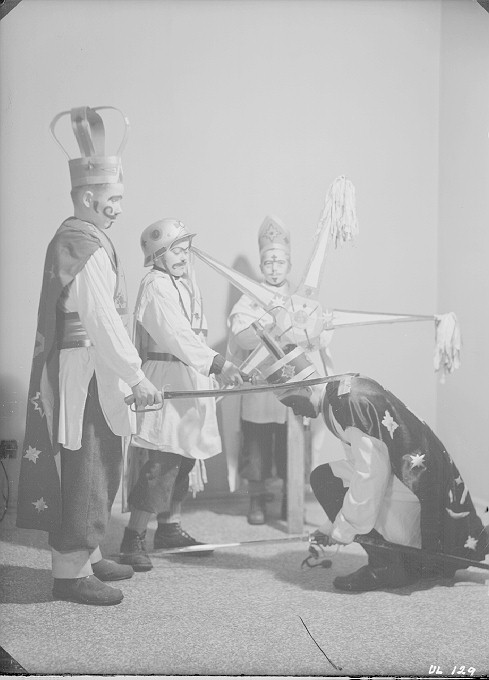
«Звездари» в Оулу (1946 г.)

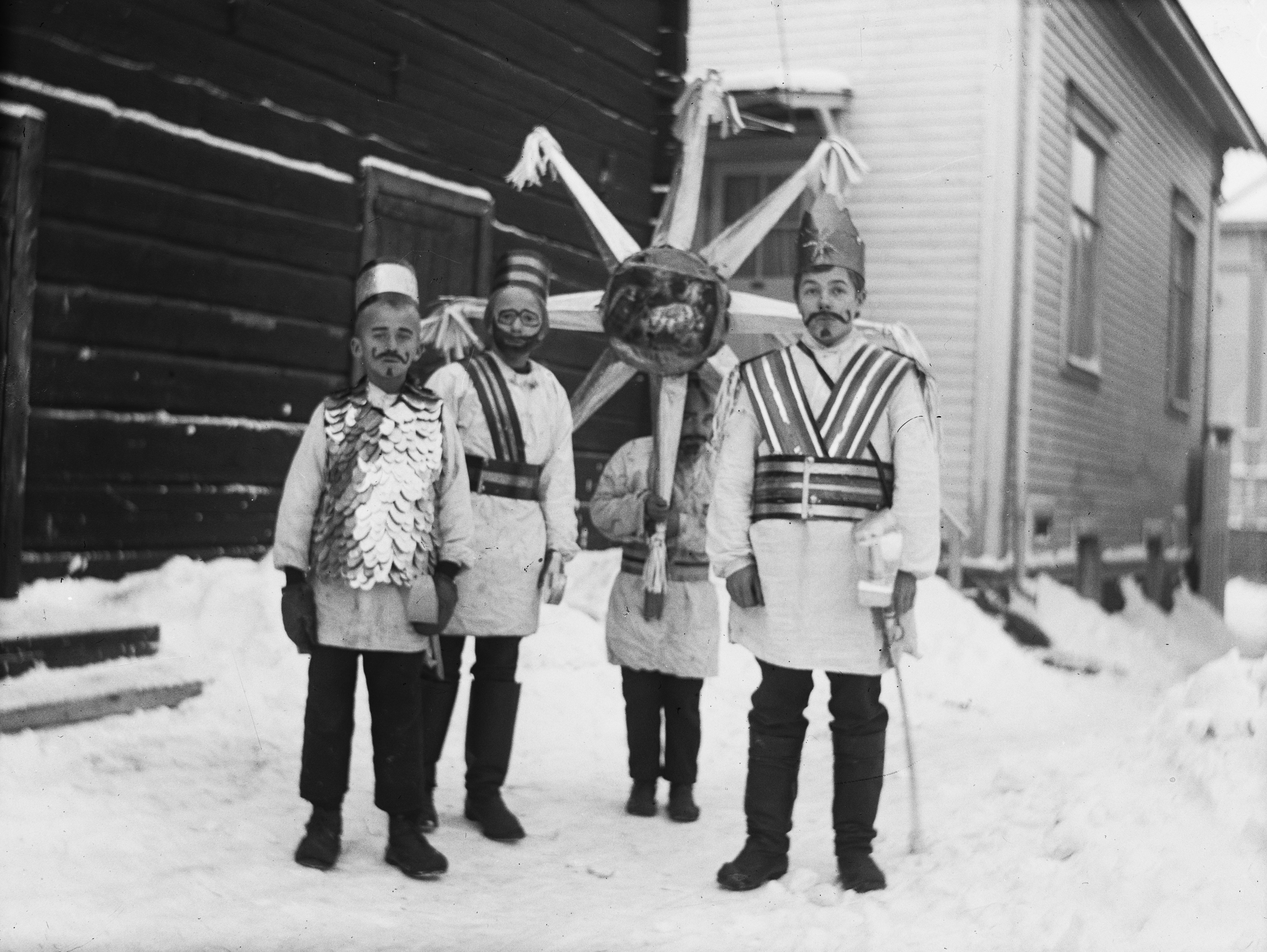
Группа «звездарей» в Оулу (1919)

Традиция рождественских представлений пришла в Финляндию из Швеции и постепенно охватила всю страну. В Юго-Западной и Южной Финляндии участников представлений называют tähtipojat, в Хяме — tapanipojat, в Восточной Финляндии — säärnipojat, а в Северной Финляндии — tiernapojat. Слова säärnä и tierna являются искаженными вариантами шведского слова stärnä «звезда». Tähtipojat и tiernapojat по сути дела представляют собой два исторически разошедшихся варианта одной пьесы.

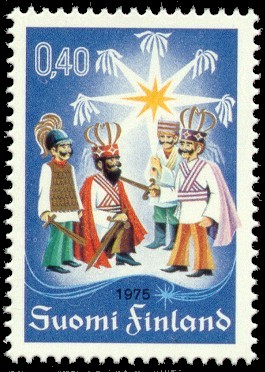
Финляндская рождественская почтовая марка

## Исторические данные
Отношение к традиционным и церковным обходам порой было различным. Встречались поверья, что приход в дом «церковной коляды» не обеспечивает прибытка в хозяйстве и даже может навредить. В Словакии сразу после посещения ксендза, который чертит мелом знак креста на дверях, хозяйки спешно вытирали эти знаки, чтобы куры начинали нестись весной как можно раньше. В Полесье некоторые хозяева не пускали к себе колядников-христославов (ходящих с рождественской звездой), считая, что там, куда они пришли, не уродится просо. Напротив, отношение колядованию, организованным «по стародавнему обычаю», было самым положительным.
Приуроченность колядования ко времени зимнего солнцеворота, совпавшего с важнейшей датой христианского календаря Рождества Христова, определила особую значимость обряда в народном календаре. По западно-славянским историческим данным, уже с XV века церковь предпринимала усилия не только запретить бесовские колядные обходы, но и взять их под свой контроль, то есть придать колядованию новое идеологическое содержание. В чешских и польских церковных поучениях XV—XVI вв. осуждается языческий обычай колядовать в Рождественский сочельник, когда простые люди толпами ходят всю ночь и, подражая голосам животных, громко кричат, себя и других вводя во грех, и одобряется новый церковный обычай: накануне Рождества и за неделю до него в Чехии и Моравии ходят по домам колядовать ксендзы и церковные служки с пением латинских церковных песен; часто встречаются также призывы к верующим различать греховное и непристойное колядование (надевание масок, шумное поведение) и благочестивый обход по домам священнослужителей, которых тоже надлежало одаривать, а не захлопывать перед ними дверей. В польской литературе XVI века с осуждением описывается народный обычай волочиться всю ночь по улицам накануне Рождества с громкими криками, водить с собой тура, носить волчью шкуру, забрасывать камнями двери тех домов, где хозяева плохо одаривали колядников. Преследование народных обычаев святочного колядования, называемых в церковных источниках дьявольской, сатанинской игрой, продолжалось вплоть до XIX века.